# Безымянный (остров, море Лаптевых)
Безымянный остров — небольшой остров в море Лаптевых, входит в состав архипелага острова Петра. Территориально относится к Красноярскому краю.

Высота острова достигает 11 метров на востоке. На острове нет постоянного населения. Остров расположен в арктическом климатической зоне. Расположен возле восточного побережья таймырского полуострова (отмежеванного от острова проливом Петра), и южного побережья острова Северный (отделён Омулевым проливом)